# María Josefa Brea

María Josefa Brea Hernández (Ciudad de Santo Domingo, 14 de febrero de 1814 – 2 de enero de 1899) fue una figura importante durante el periodo independentista dominicano, reconocida principalmente por ser la esposa de Matías Ramón Mella, uno de los Padres de la Patria. Nacida en Santo Domingo en el seno de una familia de pequeños comerciantes, contrajo matrimonio con Mella el 31 de agosto de 1836, un año antes de la fundación de La Trinitaria, la sociedad secreta clave para la Independencia de la República Dominicana. Su papel, aunque menos documentado, fue vital por su cercanía a las redes de apoyo patriótico y su experiencia compartida durante exilios, persecuciones y privaciones.

## Biografía
María Josefa nació el 14 de febrero de 1814 en Santo Domingo, hija de José Gertrudis Brea y María Josefa Hernández, quienes eran mercaderes minoristas. El 31 de agosto de 1836 celebró su matrimonio civil y religioso con Matías Ramón Mella, quien apenas tenía 20 años, en una ceremonia testificada por Juan Isidro Pérez, uno de los fundadores de La Trinitaria, lo que demuestra la estrecha conexión familiar con los movimientos independentistas desde su juventud.
La pareja tuvo cuatro hijos: Ramón María, Dominga América María, Antonio Nicanor e Ildefonso. Ramón María llegaría a ser General de Brigada durante la Guerra de Restauración y ocupó destacadas posiciones políticas; Ildefonso se desempeñó como abogado, juez y gobernador de Puerto Plata; Antonio Nicanor emigró a Cuba y fue padre del revolucionario Julio Antonio Mella; mientras que Dominga América mantuvo un perfil más reservado.
Desde 1961, una de las vías principales de Santo Domingo lleva el nombre de Calle Josefa Brea, y una estación de la Línea 2 del Metro de Santo Domingo también ha sido designada con su nombre. Estos reconocimientos forman parte de los homenajes públicos realizados a figuras vinculadas al proceso de independencia dominicana. Su trayectoria se inscribe dentro del rol que desempeñaron muchas mujeres en la historia nacional dominicana, en funciones familiares y sociales que, aunque importantes, han recibido tradicionalmente menor visibilidad en la historiografía del país.
Josefa compartió las adversidades de su esposo revolucionario: exilios, acosos y la precariedad económica. Según registros, al fallecer Mella en 1864 vivía en una vivienda humilde cerca del Fuerte de San Luis, recibiendo del gobierno restaurador una pensión de 500 pesos durante la guerra. Falleció el 2 de enero de 1899 en Puerto Plata, a los 84 años.